# Sierra de las Nieves

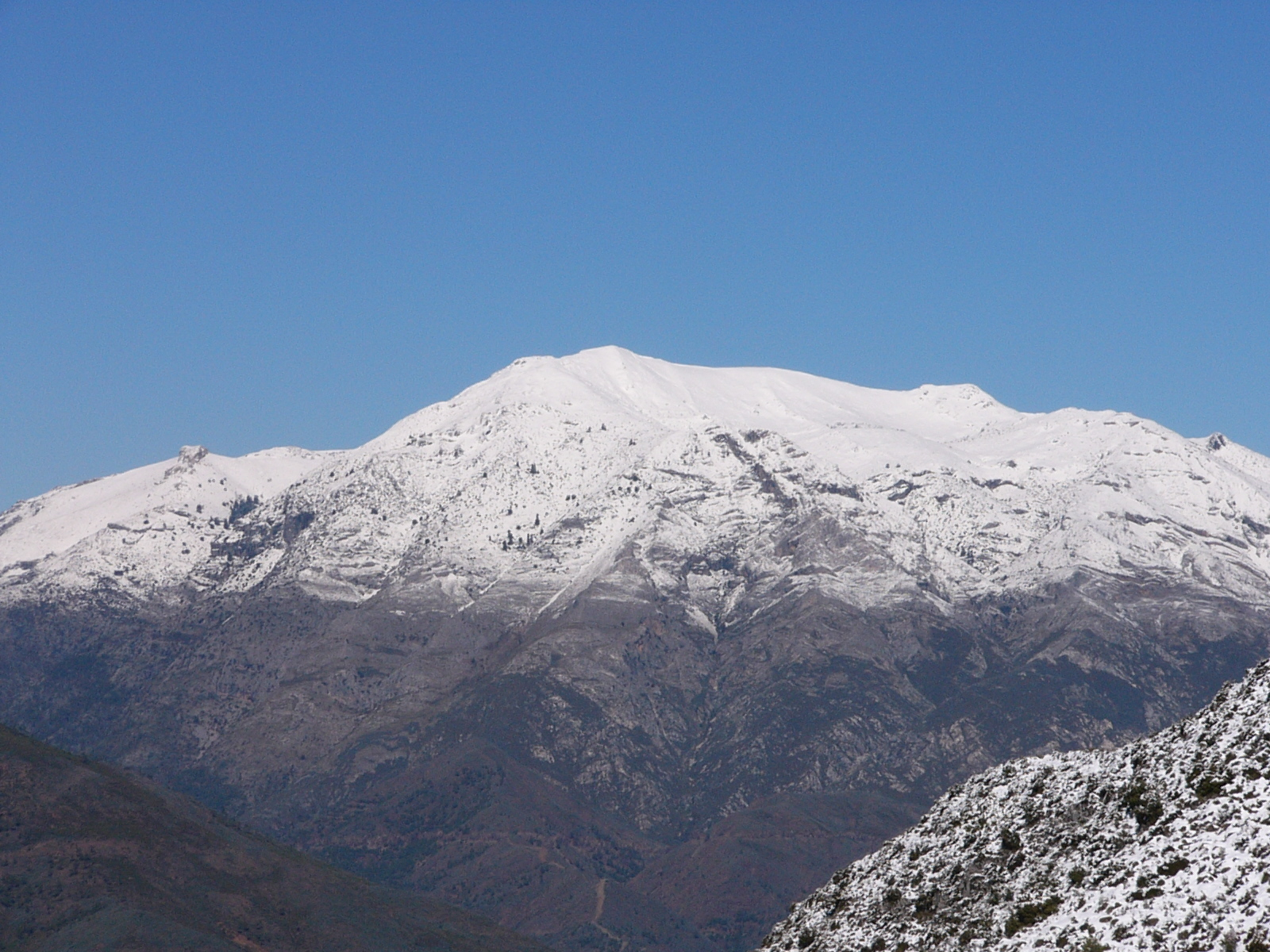
De Torrecilla (1.919 m) is de hoogste top in de Sierra de las Nieves

De Sierra de las Nieves ("sneeuwgebergte") is een bergketen in de Betische cordillera in de provincie Malaga van  Andalusië, (Spanje). De Sierra de las Nieves dankt zijn naam aan de sneeuw die in de winter soms op de bergen ligt en die vroeger in ijskuilen werd verzameld voor lokaal gebruik.
Sierra de las Nieves is ook de naam van een bestuurlijk gebied (comarca). 

## Geografie
Het gebergte maakt deel uit van het Serranía de Ronda-gebergte nabij Ronda, landinwaarts vanaf de Costa del Sol.
De Sierra de las Nieves is een karstgebergte met een aantal schachten en grotten. Het bestaat uit een aantal deelgebieden, zoals de Sierra de la Nieve, Sierra del Pinar en Sierra de Tolox. De hoogste top is Torrecilla (1.919 m), gevolgd door Enamorados (1.775 m).
Door het gebied stroomt onder andere de Guadalevín, de rivier die de diepe kloof Tajo de Ronda heeft uitgesleten. In de Río Verde ligt een stuwdam bij Istán die water levert aan de Costa del Sol.

## Biodiversiteit
In 1989 werd het Nationaal park Sierra de las Nieves uitgeroepen tot beschermd gebied in het hart van het gebergte en in 1995 werd het een biosfeerreservaat. 
Het park kent een enorme natuurlijke rijkdom, met een zeer uiteenlopende fauna en flora. Sommige planten zijn hier endemisch, zoals de Spaanse zilverspar of de galeik. De steenbok en de otter zorgen ervoor dat er stabiele populaties van individuele soorten in stand blijven. Er is één Spaanse spar in het bijzonder, de Pinsapo de Las Escaleretas, die tot natuurmonument is verklaard. In het park bevindt zich ook een kastanjeboom waarvan men schat dat deze 800 tot 1000 jaar oud is: de Castaño Santo.